# Pentadiene
Il pentadiene (trans-1,3-pentadiene, noto anche come piperilene) è un idrocarburo volatile ed infiammabile. 
Si ottiene come sottoprodotto dalla produzione di etilene, partendo da petrolio greggio.
Il pentadiene viene usato come monomero nelle industrie delle plastiche, adesivi e resine.